# 蜡波多耳
蜡波多耳（学名：Bourdotia galzinii）是属于银耳目银耳科波多耳属的一种真菌，群生于阔叶林中的阔叶树朽木上。该种分布于中国、厄瓜多尔、法国、英国、美国、捷克斯洛伐克、新西兰、德国、摩洛哥等地。